# Пољаница Окићка
Пољаница Окићка (хрв. Poljanica Okićka) је насељено место у општини Клинча Села, Загребачка жупанија, Хрватска.

## Историја
До територијалне реорганизације у Хрватској била је у саставу старе општине Јастребарско.

## Становништво
У попису становништва из 2011. године, Пољаница Окићка је имала 4 становника.
| Број становника према пописима | Број становника према пописима | Број становника према пописима | Број становника према пописима | Број становника према пописима | Број становника према пописима | Број становника према пописима | Број становника према пописима | Број становника према пописима | Број становника према пописима | Број становника према пописима | Број становника према пописима | Број становника према пописима | Број становника према пописима | Број становника према пописима | Број становника према пописима |
| ------------------------------ | ------------------------------ | ------------------------------ | ------------------------------ | ------------------------------ | ------------------------------ | ------------------------------ | ------------------------------ | ------------------------------ | ------------------------------ | ------------------------------ | ------------------------------ | ------------------------------ | ------------------------------ | ------------------------------ | ------------------------------ |
| 1857                           | 1869                           | 1880                           | 1890                           | 1900                           | 1910                           | 1921                           | 1931                           | 1948                           | 1953                           | 1961                           | 1971                           | 1981                           | 1991                           | 2001                           | 2011                           |
| 106                            | 119                            | 114                            | 143                            | 149                            | 165                            | 151                            | 170                            | 183                            | 187                            | 129                            | 64                             | 29                             | 20                             | 12                             | 4                              |

Напомена: До 1900. исказивано под именом Пољаница.